# Саллинен, Рийкка
Ханна-Рийкка Саллинен (фин. Hanna-Riikka Sallinen; в девичестве — Ниеминен (фин. Nieminen); в первом браке — Вялиля (фин. Välilä); род. 12 июня 1973, Йювяскюля) — финская спортменка, выступавшая в хоккее с шайбой, хоккее с мячом, ринкбенди и финском бейсболе. Является одной из лучших хоккеисток всех времён и считается лучшей европейской хоккеисткой, выступавшей на международном уровне. Завершила игровую карьеру в 2019 году, в 46 лет. В настоящее время ассистент главного тренера клуба Шведской женской хоккейной лиги (SDHL) ХВ71. Член Зала славы ИИХФ с 2010 года. В составе национальной сборной Финляндии дважды становилась бронзовым призёром Олимпийских игр (1998 и 2018). Является самой возрастной среди хоккеистов, кто выигрывал медаль на Олимпиаде. Серебряный и шестикратный бронзовый призёр чемпионатов мира по хоккею с шайбой. Трёхкратная чемпионка Европы по хоккею и победитель европейского первенства по ринкбенди. Рекордсменка сборной Финляндии по результативности на Олимпийских играх, чемпионатах мира и Европы. В 2018 году первая из женщин была удостоена приза «Президентский трофей», вручаемый финским хоккеистам за выдающейся достижения в карьере. Включена в Зал хоккейной славы Финляндии (2007). Она изображена на логотипе чемпионата мира 2019 в Эспоо, дизайнером которой стала партнёрша по сборной Финляндии Мишель Карвинен.
В хоккее с шайбой пять раз становилась чемпионкой Финляндии в составе команд ЭВУ, «Шейкерс» и ЮП. Выигрывала призы лучшему снайперу, лучшему бомбардиру и самому ценному игроку плей-офф («Каролийна Рантамяки Эворд») финской лиги. В её честь назван трофей «Рийкка Ниеминен Эворд», вручаемый Финским хоккейным союзом лучшему игроку национального женского чемпионата по итогам года. 4 января 2020 года игровой номер хоккеистки — «13» — был выведен из общения клубом ЮП. Чемпионка Швейцарии сезона 1992/93 в составе команды «Лис». Играла в чемпионате Швеции за клубы «Лимхамн» и ХВ71, в составе которого выигрывала серебряные медали SDHL (2017). На чемпионатах мира признавалась лучшим нападающим и включалась в Сборные всех звёзд. В период с 2003 по 2013 год был перерыв в хоккейной карьере, связанный с рождением троих детей.
Добилась успехов в разных видах спорта. Четырёхкратная чемпионка Финляндии по хоккею с мячом (1989—1992). Дважды признавалась лучшим игроком года по версии Финской ассоциации бенди. Семь раз выигрывала чемпионат Финляндии по ринкбенди в составе команд «ЮПС» и «ТРИО 90». Трижды становилась чемпионкой страны по финскому бейсболу (песапалло). Три раза признавалась игроком года в Суперпесис (фин. Superpesis) — главной национальной лиге. Становилась победителем чемпионата песапалло в различных личных номинациях. Помимо спортивной карьеры, является по образованию физиотерапевтом и работает в государственных медицинских учреждениях. В настоящее время вместе со своим вторым мужем организовывает также частную семейную практику по лечению и реабилитации больных.

## Ранние годы. Семья
Ханна-Рийкка родилась в городе Йювяскюля, Центральная Финляндия. Она выросла в спортивной семье, её папа и двое братьев стали успешными спортсменами. Ей отец, Ээро, был чемпионом страны по финскому бейсболу (песапалло) в 1960-х годах. Лассе Ниеминен, старший брат Рийки, был профессиональным хоккеистом, проведшим более 500 матчей за клуб ЮП. В настоящее время он является ассистентом тренера в юношеской команде ЮП до 16 лет. Юха (Юсси) Ниеминен, другой старший брат, сыграл в 12 сезонах в Суперпесис (фин. Superpesis) — главной национальной лиге финского бейсбола. Юха играл за главную команду города Йювяскюля — «Кири». Рийкка с двух лет начала кататься на коньках. Как и большинство жителей Йювяскюля, летом она играла в бейсбол, зимой — в хоккей. Саллинен в юности также занималась баскетболом. Она является воспитанницей хоккейного клуба ЮП.

## Клубная карьера в хоккее с шайбой

### 1988—2003. Перерыв в хоккее
С сезона 1988/89 Рийкка Ниеминен начала играть в женском чемпионате Финляндии. Она переехала в Вантаа, где стала играть за команду ЭВУ. Ниеминен сразу стала демонстрировать высокую результативность. В шести матчах чемпионата она забрасывала в среднем больше трёх шайб за игру. Вместе с ЭВУ она выиграла чемпионат Финляндии — SM-sarja. В следующем сезоне Ниеминен стала играть за родную команду ЮП, выступавшую в первом дивизионе страны. Из-за травм она сыграла только в четырёх играх сезона 1989/90 и полностью пропустила следующий за ним национальный чемпионат. Ниеминен полноценно вернулась к играм в 1991 году. Она сыграла за ЮП в 10 матчах сезона, отметившись 41-м голом, что является действующим рекордом клуба. Перед сезоном 1992/93 переехала в Швейцарию, где подписала контракт с клубом «Лис». Она продолжила демонстрировать выдающуюся результативность. Рийкка установила рекорд «Лис» по количеству очков, голов и передач за один сезон и помогла швейцарской команде выиграть национальную лигу. В 1993 году Ниеминен вернулась в Финляндию, где продолжила карьеру в команде «Шейкерс». В составе новой команды она установила рекорд по количеству голов (73) и очков (129) в одном сезоне чемпионата Финляндии; данное достижение не превзойдено до сих пор. Вместе с «Шейкерс» Рийкка выиграла свой второй чемпионский титул в Финляндии.
В 1994 году Ниеминен во второй раз вернулась в ЮП, продолжавшим играть в первом дивизионе. Она была главным бомбардиром в команде, забивая более 4 шайб за матч. Сезон 1995/96 Рийкка проводила в другой клубе SM-sarja КалПа. Она сыграла меньше половины матчей в сезоне и по его окончании решила вернуться в ЮП, который начинал играть в высшем дивизионе чемпионата Финляндии. Ниеминен стала лучшим бомбардиром команды, набрав 64 (26+38) результативных балла в 24-х играх. Она помогла ЮПу впервые стать чемпионом Финляндии. В сезоне 1997/98 у Ниеминен начались систематические травмы колен. Несмотря на повреждения, она уверенно провела плей-офф и помогла команде Йювяскюля второй раз подряд выиграть чемпионат страны. Следующий сезон Рийкка пропустила, а в регулярном чемпионате 1999/2000 сыграла только в 2-х матчах. В следующих двух сезонах Ниеминен вновь регулярно стала играть, но она больше не демонстрировала прошлой высокой результативности. С целью перезапустить карьеру она переезжает в Швецию, подписав контракт с клубом «Лимхамн». После завершения чемпионата Швеции, в возрасте 29 лет, Рийкка решила завершить свою игровую карьеру.
После завершения карьеры Ниеминен была включена в различные списки лучших игроков. В 2007 году она стала одной из первых хоккеисток, включённых в Зал хоккейной славы Финляндии. Через три года Рийкка стала первой европейской хоккеисткой, вошедшей в Зал славы ИИХФ. В её честь был назван приз «Рийкка Ниеминен Эворд», вручаемый Финским хоккейным союзом лучшему игроку национального женского чемпионата по итогам года. Первой обладательницей трофея стала Мишель Карвинен.

### 2013—2019. Тренер ХВ71
После десятилетнего перерыва, в декабре 2013 года, Рийкка с целью возобновления карьеры связалась с Катей Лехто, менеджером женской команды ЮП. Лехто согласилась включить 40-летнюю хоккеистку в состав. Вялиля успешно провела плей-офф, по итогам которого ЮП вышел в финал. В следующем сезоне она была назначена альтернативным капитаном команды. Рийкка улучшила свою результативность, набирая в среднем более 2 очков за матч. Вместе с ЮП она второй год подряд играла в финальной серии чемпионата Финляндии, который, как и в прошлом году, завершился победой соперниц из клуба «Эспоо Блюз». Сезон 2015/16 стал лучшим для Вялиля после возобновления карьеры. В 11 матчах регулярного чемпионата она набрала 39 (20+19) баллов за результативность. По итогам плей-офф Рийкка получила приз самому ценному игроку — «Каролийна Рантамяки Эворд». Её игра помогла ЮП стать чемпионом Финляндии.
После завершения сезона 2016/17 женская команда ЮП была расформирована. Вялиля решила продолжить карьеру в Шведской женской хоккейной лиге (SDHL), в клубе ХВ71, за который выступали её партнёрши по сборной — Роза Линдстедт и Санни Хакала. В новой команде Рийкка продолжила показывать результативный хоккей. В октябре 2016 года Вялиля сыграла один матч за новую образованную команду «Троя-Юнгбю» в первом дивизионе. Она набрала 5 результативных баллов в игре и помогла «Троя-Юнгбю» победить со счётом 10:4. В течение сезона она получила сотрясение мозга. По признанию хоккеистки, период восстановления от этой травмы стал худшим в её карьере. Вернувшись после повреждения Рийкка помогла команде выйти в финал чемпионата, где они проиграли «Юргордену». В сезоне 2017/18 она была назначена капитаном команды. Вялиля улучшила свою результативность в ХВ71, став лучшим бомбардиром команды. В апреле 2018 года она продлила на один год контракт с клубом. 12 июня 2008 Вялиля стала победительницей престижной премии «Уорриор Эворд» (англ. Warrior Award) — за усилия на льду и за его пределами, а также за выполнение роли посла хоккея в Европе. В сезоне 2018/19 Рийкка набрала 51 (14+37) результативных балла в 33-х матчах, став седьмым бомбардиром в SDHL. Она является воспитанницей хоккейного клуба ЮП. 14 июня 2019 года, спустя два дня после празднования 46-летия, она окончательно завершила игровую карьеру.
После завершения карьеры Саллинен проводит тренировки по физической подготовке с «Троя-Юнгбю». В декабре 2019 года она приняла предложение стать ассистентом главного тренера ХВ71. 4 января 2020 года она удостоилась уникальной чести: её игровой номер — «13» — был выведен из обращения клубом ЮП. В отличие от других финских хоккеисток, Марианны Ихалайнен и Пяиви Халонен, чьи номера были закреплены за ними только в женских командах, номер Саллинен был выведен из обращения мужской и женской команды ЮП. Игрок мужской команды Антон Строка сменил номер «13» на другой — «22». Торжественная церемония состоялась во время матча Финской хоккейной лиги в присутствии 4500 зрителей. В сезоне 2019/20 команда Рийки выигрывала в финальной серии плей-офф, после чего чемпионат был прекращён из-за пандемии COVID-19. После завершения сезона она продлила контракт с ХВ71.

## Международная карьера в хоккее с шайбой

### Первые турниры. Лучшая европейская хоккеистка
Рийкка Ниеминен дебютировала в сборной Финляндии во время своего первого сезона во взрослой команде ЮП. В 1989 году Международная федерация хоккея на льду (ИИХФ) вместе со своими членами согласовала проведение первого крупного международного турнира среди женщин — чемпионат Европы. На турнире, проводимом в ФРГ, 15-летняя Рийкка демонстрировала уверенную игру. Она забросила 9 шайб в 5 играх европейского чемпионата. Финские хоккеистки выиграли во всех матчах, включая финальную игру против сборной Швеции со счётом 7:1. В следующем году стартовало новое соревнование — чемпионат мира. Первый розыгрыш мирового первенства состоялся в Оттаве, на арене клуба «Оттава Сенаторз». Ниеминен, впервые игравшая в Северной Америке, стала лучшим снайпером турнира и помогла национальной команде завоевать бронзовыми медалями. Директорат турнира признала 16-летнюю Рийку лучшим нападающим турнира. Ниеминен пропускала сезон 1990/91 и не принимала участия во втором розыгрыше чемпионата Европы. Она сыграла на домашнем чемпионате мира 1992, проводимым в Тампере. Ниеминен вновь стала лучшим атакующим игроком сборной, забросив 6 шайб в 5 играх. В матче за 3-е место финки выиграли бронзу, в очередной раз опередив сборную Швеции. В следующем году Рийкка провела малорезультативный для себя чемпионат Европы 1993, который завершился победой сборной Финляндии. Последующие международные турниры закрепили за Рийкой статус лучшей финской хоккеистки. На чемпионате мира 1994 она стала лучшим бомбардиром, набрав 13 (4+9) результативных балла. Ниеминен была выбрана лучшей нападающей и включена в Сборную всех звёзд турнира. Она помогла финской сборной выиграть чемпионат Европы 1995, установив рекорды европейского первенства по количеству очков (23) и передач (14) на одном турнире. На чемпионате мира 1997 в Китченере Ниеминен стала лучшим снайпером и бомбардиром. Она стала первой хоккеисткой, вошедшая в Сборную всех звёзд три турнира подряд.
В 1998 году Ниеминен предстояло сыграть на первом женском турнире зимних Олимпийских игр в Нагано. На Олимпиаде Рийкка вновь стала лучшим бомбардиром соревнования, набрав 12 (7+5) результативных балла в 6 матчах. Шведская сборная оказалась неготовой к турниру и не смогла бороться за медали. В матче за 3-е место финские хоккеистки играли со сборной Китая и одержали победу — 4:1. После турнира в Нагано большинство экспертов признало Ниеминен игроком уровня ведущих североамериканских хоккеисток, доминирующих на женских соревнованиях. Во время Олимпиады женскую сборную Финляндии посетил Уэйн Гретцки, кумир Рийки. После турнира обострилась её травма коленного хряща. Потребовалась операция, после последовал длительный период реабилитации. Ниеминен пропустила три чемпионата мира, возвратившись в сборную во время сезона 2001/02. Она прошла весь этап подготовки в зимних Олимпийских играм 2002 в Солт-Лейк-Сити. Травмы не позволили продемонстрировать Рийки прежний высокий уровень на Олимпиаде. Она сыграла в 5 матчах, в которых отметилась только тремя результативными пасами. Финская команда заняла четвёртое место на Олимпиаде, впервые за долгое время проиграв в матче за 3-е место сборной Швеции. После турнира Рийкка планировала завершить карьеру из-за физической и моральной усталости. Новый главный тренер женской сборной Финляндии Юхани Тамминен сумел переубедить Ниеминен завершать карьеру. Она продолжила играть в сезоне 2002/03 и планировала сыграть на чемпионате мира 2003. 30 марта 2003 года мировое первенство было отменено из-за эпидемии атипичной пневмонии. После данного известия Ниеминен решила завершить свою карьеру.

### Возвращение в сборную. Завершение карьеры
После завершения карьеры Вялила несколько раз планировала вернуться в хоккей в качестве игрока. Семья не верила в её возвращение в спорт. Она решила восстановить свои физические кондиции тайно, обратившись к тренеру Эркки Сяялклахти, который работал с 1993 по 2003 год в сборной Финляндии. В сезоне 2012/13 Вялиля приняла приглашение стать командным менеджером национальной сборной на чемпионате мира 2013. На этом турнире она сказала главному тренеру финской сборной Мике Пиениниеми о своём желании играть. В декабре Рийкка начала играть официальные матчи за клуб, после чего получила приглашение в национальную команду. В товарищеских матчах Вялиля сумела продемонстрировала Пиениниеми свой высокий уровень подготовки. Он включил её в состав сборной для участия на зимних Олимпийских игр 2014 в Сочи. На турнире Вялиля играла значимую роль: она заработала 5 (1+4) в 6 играх. Финская сборная, выигравшая 13 матчей в рамках подготовки к Олимпиаде, провалилась на турнире в Сочи. Финки проиграли сборной Швеции в четвертьфинале и впервые в своей истории не вошли в топ-4 на Олимпийских играх. Разочарованная результатом Рийкка хотела завершить карьеру, но новый главный тренер сборной Финляндии Паси Мустонен призвал изменить решение. Новый наставник рассчитывал на игру Вялиля на следующей Олимпиаде в 2018 году. Под руководством нового тренера сборная Финляндии завоевала бронзовые медали чемпионата мира 2015, проводимый в Мальмё. Рийкка стала лучшим ассистентом турнира, отдав 6 результативных передач. По словам Мустонена, Вялиля стала исполнять роль «интеллектуального лидера» сборной. Несмотря на высокую интенсивность в игре нового тренера, 40-летняя Вялиля не уступала более молодым партнёршам по национальной команде. В 2016 году она вновь стала лучшим ассистентом мирового первенства. На чемпионате мира 2017 Рийкка вместе со сборной завоевала бронзовую медаль; в матче за 3-е место финки выиграли у сборной Германии со счётом 8:0.
В сезоне 2017/18 Вялиля готовилась сыграть на своей четвёртой Олимпиаде. Она играла на зимних Олимпийских игр 2018 в Пхёнчхане в первом звене сборной Финляндии вместе с Сусанной Тапани и Мишель Карвинен. Рийкка проводила на площадке в среднем 22 минуты, больше чем хоккеистки, которые моложе её на десять и более лет. Вялиля забросила на Играх 4 шайбы в 6 матчах. Она помогла сборной реабилитироваться за неудачу. В четвертьфинале финки обыграли сборную Швеции, а в матче за 3-е место победили сборную России. Вялиля выиграла свою вторую бронзовую спустя 20 лет после завоевания первой. 44-летняя Рийкка стала самым возрастным хоккеистом, завоёвывавшим медали на Олимпийских играх. Она превзошла достижение своего соотечественника — Теему Селянне, который выигрывал олимпийскую медаль в 43-и года. В 2018 году Вялиля первая из женщин была удостоена приза «Президентский трофей», вручаемый с 1993 года финским хоккеистам за выдающейся достижения в карьере. После окончания Игр, Рийкка, ставшая играть под фамилией Саллинен, продолжила играть на международном уровне. Она планировала сыграть на домашнем чемпионата мира 2019 в Эспоо. Автором логотипа турнира стала партнёрша по сборной Мишель Карвинен, которая получила диплом дизайнера по итогам обучения в Университете Северной Дакоты. На эмблеме соревнования она изобразила Рийкку Саллинен, что отражено в номер «13» у тени хоккеистки на переднем плане. На данном турнире сборная Финляндии достигла выдающихся результатов. В полуфинале финские хоккеистки сумели выиграть сборную Канады и впервые в своей истории вышли в финал мирового первенства. В решающем матче им противостояла сборную США. Американки открыли счёт во втором периоде, но через несколько минут хозяйки сравняли счёт. Игра перешла в овертайм, где финской хоккеистки Петры Ниеминен был отменён судьями. Победитель определялся в серии послематчевых буллитов, где сильнее оказалась сборная США. Финал женского чемпионата мира собрал огромную ТВ-аудиторию в Финляндии, составившую 2,3 миллиона человек. Рийкка завоевала свою седьмую и последнюю медаль мировых первенств, первая из них был выиграна ей 27 лет назад.
После завершения чемпионата мира в Эспоо Саллинен окончательно завершила свою длительную карьеру в возрасте 46 лет. По её словам: «Искра, благодаря которой она возобновила карьеру, погасла». По мнению экспертов, за высокие достижения на международном уровне Рийкка Саллинен может стать первой европейской хоккеисткой, включённой в Зал хоккейной славы в Торонто.

## Карьера в других видах спорта
Во время летних перерывов в хоккее Рийкка играла в финский бейсбол. В 14 лет она начала выступать за команду города Йювяскюля — «Кири». В 1989 году она выиграла чемпионат Финляндии. Ниеминен была признана лучшим игроком турнира. После Рийкка играла за клуб ЛаВи, вместе с которым она дважды выигрывала главную финскую лигу. В 1995 году она вернулась в «Кири». Помимо командных достижений Рийкка была обладательницей многих индивидуальных призов: «Золотая перчатка», «Королева бэттинга» и «Золотой бэт». Она дважды становилась лучшей по количеству ранов и хитов в чемпионате Финляндии (1993 и 1995).
В хоккее с мячом Ниеминен играла за ЮПС. Вместе с командой она четыре раза выигрывала национальный чемпионат (1989—1992). Рийкка дважды признавалась Финской федерацией бенди лучшим игроком года. Одновременно с хоккеем с мячом Ниеминен стала играть в ринкбенди за ЮПС. За четыре сезона она трижды становилась чемпионкой страны. С 1993 года Ниеминен играла за команду «ТРИО 90», в составе которой ещё четыре раза выигрывала национальное первенство. В свой первый сезон за ЮПС она вошла в состав сборной Финляндии для участия на чемпионате Европы 1989 в Эребру. Вместе с национальной командой она выиграла европейское первенство.

## Личная жизнь
В 2002 году Рийкка Ниеминен вышла замуж за бывшего игрока сборной Финляндии Мику Вялиля. Рийкка взяла себе фамилию мужа. Они жили в Смоланде, на юге Швеции, где Мика играл за команду «Троя-Юнгбю». У них трое детей: сыновья Эмиль (2003 г.р.) и Элис (2005 г.р.), дочь Хельми. Сыновья начали заниматься хоккеем в «Троя-Юнгбю». В настоящее время они играют за юниорские команды клуба «Таппара», в котором начинал карьеру их отец. В 2018 году после завершения Олимпийских игр Рийкка развелась с мужем.
Рийкка является по образованию физиотерапевтом. На протяжении спортивной карьеры она работала в государственных медицинских учреждениях, где занималась лечением инвалидов и хронических больных. В конце 2018 года Рийкка вышла замуж во второй раз, за врача-остеопата Петтери Саллинена. У них своя частная практика в Швеции. Петтери занимается облегчением боли у пациентов, а Рийкка разрабатывает режимы физиотерапии для реабилитации. Саллинен бывший кинорежиссёр, ранее был женат на актрисе и театральном режиссёре Ану Хялвя; они развелись в начале 2018 года, у них двое детей. Рийкка сменила свою фамилию Вялиля на Саллинен. Она стала второй хоккеисткой после американки Моник Ламурё, добившейся значительных успехов под тремя разными фамилиями. В настоящее время Рийкка живёт в Юнгбю. У неё есть пёс породы бордер-терьер по кличке Сигге.

## Статистика
| Легенда | Легенда                    | Легенда | Легенда                   | Легенда | Легенда    |
| ------- | -------------------------- | ------- | ------------------------- | ------- | ---------- |
| И       | Количество проведённых игр | Штр     | Штрафное время            | +/−     | Плюс-минус |
| Г       | Голы                       | П       | Голевые передачи          | О       | Очки       |
| -       | Статистика неизвестна      | —       | Статистика не учитывалась |         |            |

### Клубная
- a В «Плей-офф» учитывается статистика игрока в плей-аут.

### Международная
По данным: Eurohockey.com и Eliteprospects.com

## Достижения
Рийкка Саллинен достигла значимых достижений в четырёх видах спорта.

### Хоккей с шайбой
| Год                                | Команда   | Достижение                                 | Достижение |
| ---------------------------------- | --------- | ------------------------------------------ | ---------- |
| Клубные                            |           |                                            |            |
| 1989                               | ЭВУ       | Чемпионка Финляндии (5)                    |            |
| 1994                               | Шейкерс   | Чемпионка Финляндии (5)                    |            |
| 1997, 1998, 2016                   | ЮП        | Чемпионка Финляндии (5)                    |            |
| 1993                               | Лис       | Чемпионка Швейцарии                        |            |
| 1999, 2014, 2015                   | ЮП        | Серебряный призёр чемпионата Финляндии (3) |            |
| 2017                               | ХВ71      | Серебряный призёр чемпионата Швеции        |            |
| Международные                      |           |                                            |            |
| 1989, 1993, 1995                   | Финляндия | Чемпионка Европы (3)                       |            |
| 1998, 2018                         | Финляндия | Бронзовый призёр Олимпийских игр (2)       |            |
| 1990, 1992, 1994, 1997, 2015, 2017 | Финляндия | Бронзовый призёр чемпионата мира (6)       |            |
| 2019                               | Финляндия | Серебряный призёр чемпионата мира          |            |

| Год              | Команда   | Достижение                                                         | Достижение |
| ---------------- | --------- | ------------------------------------------------------------------ | ---------- |
| Клубные          |           |                                                                    |            |
| 1994             | Шейкерс   | Лучший снайпер SM-sarja                                            |            |
| 1994             | Шейкерс   | Лучший бомбардир SM-sarja (2)                                      |            |
| 1997             | ЮП        | Лучший бомбардир SM-sarja (2)                                      |            |
| 2016             | ЮП        | Самый ценный игрок плей-офф SM-sarja («Каролийна Рантамяки Эворд») |            |
| Международные    |           |                                                                    |            |
| 1990, 1994       | Финляндия | Лучший нападающий чемпионата мира (2)                              |            |
| 1992, 1994, 1997 | Финляндия | Попадание в Сборную всех звёзд чемпионата мира (3)                 |            |
| 1994, 2015, 2016 | Финляндия | Лучший ассистент чемпионата мира (3)                               |            |
| 1994, 1997       | Финляндия | Лучший бомбардир чемпионата мира (2)                               |            |
| 1995             | Финляндия | Лучший бомбардир чемпионата Европы                                 |            |
| 1995             | Финляндия | Лучший снайпер чемпионата Европы                                   |            |
| 1995             | Финляндия | Лучший ассистент чемпионата Европы                                 |            |
| 1997             | Финляндия | Лучший снайпер чемпионата мира                                     |            |
| 1998             | Финляндия | Лучший бомбардир хоккейного турнира Олимпийских игр                |            |

Другие
| Год  | Достижение                               | Достижение |
| ---- | ---------------------------------------- | ---------- |
| 2007 | Включена в Зал хоккейной славы Финляндии |            |
| 2010 | Включена в Зал славы ИИХФ                |            |
| 2018 | Обладатель «Президентского трофея»       |            |
| 2018 | Обладатель «Уорриор Эворд»               |            |

- По данным Eliteprospects.com.

| Год        | Команда | Достижение                                             | Достижение |
| ---------- | ------- | ------------------------------------------------------ | ---------- |
| 1989       | Кири    | Чемпионка Финляндии (3)                                |            |
| 1992, 1993 | ЛаВи    | Чемпионка Финляндии (3)                                |            |
| 1989       | Кири    | Лучший игрок чемпионата Финляндии (3)                  |            |
| 1992, 1993 | ЛаВи    | Лучший игрок чемпионата Финляндии (3)                  |            |
| 1989       | Кири    | Наибольшее количество ранов в чемпионате Финляндии (2) |            |
| 1993       | ЛаВи    | Наибольшее количество ранов в чемпионате Финляндии (2) |            |
| 1993       | ЛаВи    | Обладатель приза «Золотая перчатка»                    |            |
| 1993       | ЛаВи    | Наибольшее количество хитов в чемпионате Финляндии (2) |            |
| 1995       | Кири    | Наибольшее количество хитов в чемпионате Финляндии (2) |            |
| 1993       | ЛаВи    | Обладатель приза «Королева бэттинга» (2)               |            |
| 1995       | Кири    | Обладатель приза «Королева бэттинга» (2)               |            |
| 1993       | ЛаВи    | Обладатель приза «Золотой бэт» (2)                     |            |
| 1995       | Кири    | Обладатель приза «Золотой бэт» (2)                     |            |
| 1995       | Кири    | Бронзовый призёр чемпионата Финляндии                  |            |

| Год                     | Команда | Достижение              | Достижение |
| ----------------------- | ------- | ----------------------- | ---------- |
| 1989 , 1990, 1991, 1992 | ЮПС     | Чемпионка Финляндии (4) |            |
| 1989, 1992              | ЮПС     | Игрок года              |            |

| Год                    | Команда   | Достижение              | Достижение |
| ---------------------- | --------- | ----------------------- | ---------- |
| 1989, 1990, 1992       | ЮПС       | Чемпионка Финляндии (7) |            |
| 1993, 1994, 1995, 1996 | ТРИО 90   | Чемпионка Финляндии (7) |            |
| 1989                   | Финляндия | Чемпионка Европы        |            |

## Рекорды
В хоккее с шайбой Рийкка Саллинен установила множество рекордов результативности.

| Чемпионат Европы - Наибольшее количество очков на одном турнире — 23 (1995) - Наибольшее количество передач на одном турнире — 14 (1995) Финляндия - Наибольшее количество очков на чемпионатах мира — 60 - Наибольшее количество голов на чемпионатах мира — 25 - Наибольшее количество передач на чемпионатах мира — 35 - Наибольшее количество очков на одном чемпионате мира — 13 (1994) - Наибольшее количество голов на одном чемпионате мира — 8 (1990) - Наибольшее количество передач на одном чемпионате мира — 9 (1994) (совместно с Лийсой Карикоски) - Наибольшее количество очков на Олимпийских играх — 25 - Наибольшее количество голов на Олимпийских играх — 12 - Наибольшее количество передач на Олимпийских играх — 13 - Наибольшее количество очков на одном турнире Олимпийских игр — 12 (1998) - Наибольшее количество голов на одном турнире Олимпийских игр — 7 (1998) - Наибольшее количество передач на одном турнире Олимпийских игр — 5 (1998) | SM-sarja / Naisten Liiga - Наибольшее количество очков в одном сезоне — 129 в сезоне 1993/94 - Наибольшее количество голов в одном сезоне — 73 в сезоне 1993/94 «Лис» - Наибольшее количество очков в одном сезоне — 80 в сезоне 1992/93 - Наибольшее количество голов в одном сезоне — 50 в сезоне 1992/93 - Наибольшее количество передач в одном сезоне — 30 в сезоне 1992/93 «Шейкерс» - Наибольшее количество передач в одном сезоне — 56 в сезоне 1993/94 ЮП - Наибольшее количество очков — 186 - Наибольшее количество голов — 121 - Наибольшее количество очков в одном сезоне — 64 в сезоне 1996/97 - Наибольшее количество голов в одном сезоне — 41 в сезоне 1991/92 - Наибольшее количество передач в одном сезоне — 38 в сезоне 1996/97 |

По данным: 1, 2, 3, 4, 5, 6, 7 и 8